# Çiğdemli, Düzköy
Çiğdemli là một xã thuộc huyện Düzköy, tỉnh Trabzon, Thổ Nhĩ Kỳ. Dân số thời điểm năm 2011 là 336 người.